# 愛知県立春日井泉高等学校
愛知県立春日井泉高等学校（あいちけんりつ かすがいいずみこうとうがっこう）は、愛知県春日井市大泉寺町に所在する公立の商業高等学校。
2023年（令和5年）3月までの名称は愛知県立春日井商業高等学校（あいちけんりつ かすがいしょうぎょうこうとうがっこう）。

## 沿革
- 1969年（昭和44年） - 愛知県立春日井商業高等学校として開校。商業科3学級、事務科3学級。県立高校としては春日井市で2番目の設立。
- 1970年（昭和45年） - 新校舎（現在地）に移転（校舎竣工までは春日井高等学校敷地内に設置したプレハブ校舎にて授業を行っていた）。
- 1971年（昭和46年） - 情報処理科2学級設置。全国で7番目。
- 1972年（昭和47年） - 第1回卒業証書授与式。
- 1994年（平成6年） - 国際経済科2学級新設。
- 2003年（平成15年） - 国際経済科を国際ビジネス科に改編。
- 2004年（平成16年） - 事務科を情報会計科に改編。
- 2023年（令和5年）4月 - 愛知県立春日井泉高等学校に改称[1]。生活文化科を併設[1]。

## 設置学科
2022年度まで
- 情報処理科 - 2学級
- 国際ビジネス科 - 2学級
- 情報会計科 - 2学級

2023年度以降
- ITビジネス科 - 2学級
- 地域ビジネス科 - 3学級
- 生活文化科 - 1学級

## 特色

### 校訓
「よりたかく」
より寛（ひろ）く
より逞（たくま）しく
より慧（さと）く
－ Lofty,ever higher －

### 教育目標
人間としての成長と発達を続けていく基盤となる力を養うとともに、国家及び社会の有為な形成者として、その発展に寄与し得る心ゆたかな産業人を育成する。
1. より寛く礼節を重んじ、自らを律し、他とともにこころゆたかな生活を築く態度を養う。
2. より逞しくこころやからだを鍛え、いのちを尊び、生き抜く力を養う。
3. より慧く主体的に行動するために、自ら学び、深く考える力を養う。
4. 専門高校生としての自覚を持ち、主体的に進路を選択する能力と態度を養う。
5. 知・徳・体の調和のとれた人間形成を図るとともに、自他の敬愛と協力による人間尊重の精神を養う。
6. 我が国の文化と伝統を尊重し、国際化、情報化等の社会の変化に主体的に対応できる能力を養う。

### 校章
「泉」の字を真ん中の土台に春日井市の花「サクラ」の花びら、両横に商業の神マーキュリーの翼。

### 校歌・応援歌
校歌・応援歌とも存在し、生徒手帳に楽譜が載っている。校歌は各種行事の際必ず歌われるが、応援歌はあまり歌われていない。
応援歌は、創立10周年を記念して作られたもの。
その他、春商賛歌も存在する。

## 制服
創立50周年を記念し、2018年度（平成30年度）入学生から新制服となっている。男女共に冬服はブレザーに変更され、男子は水色、女子はピンクを基調にデザインされている。また、ニットベストとカーディガンは男女どちらとも着用できる。

### 男子
冬服は黒色ジャケットに黒色ズボン。ボタンは指定のもの（金色と水色の校章入り）。ジャケットの下に水色のシャツを着用し、襟元に赤のネクタイ（ホックで着脱するもの）。夏服はニットポロシャツもしくは冬服のジャケットを脱いだスタイル。

### 女子
冬服は黒色ジャケット（ボタン2つ、左胸と左右にポケット）、ピンクのチェックスカート。ジャケットの下にピンクのシャツを着用し、襟元に赤のネクタイ（ホックで着脱するもの）。夏服はニットポロシャツもしくは冬服のジャケットを脱いだスタイル。

## 部活動

### 運動部
- ハンドボール部（女子）
- バレーボール部（女子）
- ソフトテニス部（男・女）
- サッカー部（男・女）
- バスケットボール部（男・女）
- ソフトボール部　(女子)
- 野球部
- 陸上部
- バドミントン部
- 卓球部

### 文化部
- ワープロ部
- 簿記部
- コンピュータ部
- 吹奏楽部
- 合唱部
- 演劇部
- 家庭部
- 茶華道部
- 珠算・電卓部
- 書道部

### 同好会
- 英会話同好会

## 進路
かつては卒業後は民間企業などに就職するか家業を継ぐ場合が多かった。しかし、バブル経済崩壊後の雇用情勢の変化などから求人が減少したことや、自己推薦入試、AO入試など学力試験にこだわらない入試制度が私立大学・短期大学を中心に広がったことにより、専門学校・短期大学・大学への進学者が年々増加している。現在では就職60%、進学40%ほど。

## 著名な出身者
- 大塚寅彦 - 歌人。情報処理科。
- 國廣幸亜 - 漫画家。事務科（24回生）。
- 咲坂芽亜 - 漫画家。

## アクセス
最寄駅
- JR中央本線 神領駅下車、北口より徒歩で約18分。
- 名鉄バス「下市場」バス停下車、徒歩で約5分。

鉄道駅から遠いことや、バスの本数が少ないことなどから、日常的にJRや名鉄バスを利用して通学している生徒はほとんどいない（自転車通学がほぼ100%）。そのため、校内のいたる所に自転車置き場があり、各学級に1か所ずつ割り当てられている。